# Albi di Ken Parker
Questa voce riunisce in tabelle tutti gli episodi che hanno per protagonista Ken Parker, pubblicati in Italia dal 1977 al 2015. Per ogni storia sono indicate le successive ristampe. 

## Ken Parker - Prima Serie Cepim (1977-1984)
|    | Titolo                               | Soggetto          | Sceneggiatura                        | Disegni                                                          | Data           | Prima pubblicazione | Editore | Ristampe |
| -- | ------------------------------------ | ----------------- | ------------------------------------ | ---------------------------------------------------------------- | -------------- | ------------------- | ------- | --- |
| 1  | Lungo Fucile                         | Giancarlo Berardi | Giancarlo Berardi                    | Ivo Milazzo                                                      | giugno 1977    | Ken Parker 1        | Cepim   | - Collana West 1 - Serie Oro 1 - KP Collection 1 - KP Mondadori 1 - KP Classic 1 - KP Colore 1 - KP La Repubblica 1                                                                                 |
| 2  | "Mine Town"                          | Giancarlo Berardi | Giancarlo Berardi                    | Ivo Milazzo                                                      | luglio 1977    | Ken Parker 2        | Cepim   | - Collana West 2 - Serie Oro 2 - KP Collection 1 - KP Mondadori 1 - KP Classic 2 - KP Colore 1 - KP La Repubblica 1                                                                                 |
| 3  | I gentiluomini                       | Giancarlo Berardi | Giancarlo Berardi                    | Ivo Milazzo                                                      | agosto 1977    | Ken Parker 3        | Cepim   | - Collana West 3 - Serie Oro 3 - KP Collection 2 - KP Mondadori 2 - KP Classic 3 - KP Colore 1 - KP La Repubblica 2                                                                                 |
| 4  | Omicidio a Washington                | Giancarlo Berardi | Giancarlo Berardi                    | Ivo Milazzo                                                      | settembre 1977 | Ken Parker 4        | Cepim   | - Collana West 4 - Serie Oro 4 - KP Collection 2 - KP Mondadori 2 - KP Classic 4 - KP Colore 2 - KP La Repubblica 2                                                                                 |
| 5  | "Chemako" colui che non ricorda      | Giancarlo Berardi | Giancarlo Berardi                    | Ivo Milazzo                                                      | ottobre 1977   | Ken Parker 5        | Cepim   | - Collana West 5 - Serie Oro 5 - KP Collection 3 - Cult Comics 49 (2007) - KP Mondadori 3 - KP Classic 5 - KP Colore 2 - KP La Repubblica 3                                                         |
| 6  | Sangue sulle stelle                  | Giancarlo Berardi | Giancarlo Berardi                    | Giancarlo Alessandrini                                           | novembre 1977  | Ken Parker 6        | Cepim   | - Serie Oro 6 - KP Collection 3 - KP Mondadori 3 - KP Classic 6 - KP Colore 2 |
| 7  | Sotto il cielo del Messico           | Giancarlo Berardi | Giancarlo Berardi                    | Ivo Milazzo                                                      | dicembre 1977  | Ken Parker 7        | Cepim   | - Collana West 6 - Serie Oro 7 - KP Collection 4 - KP Mondadori 4 - KP Classic 7 - KP Colore 3 - KP La Repubblica 3                                                                                 |
| 8  | Colpo grosso a San Francisco         | Giancarlo Berardi | Giancarlo Berardi                    | Ivo Milazzo                                                      | gennaio 1978   | Ken Parker 8        | Cepim   | - Collana West 7 - Serie Oro 8 - KP Collection 4 - KP Mondadori 4 - KP Classic 8 - KP Colore 3 - KP La Repubblica 4                                                                                 |
| 9  | Caccia sul mare                      | Giancarlo Berardi | Giancarlo Berardi                    | Giancarlo Alessandrini                                           | febbraio 1978  | Ken Parker 9        | Cepim   | - Serie Oro 9 - KP Collection 5 - KP Mondadori 5 - KP Classic 9 - KP Colore 3 |
| 10 | Le Terre Bianche                     | Giancarlo Berardi | Giancarlo Berardi                    | Bruno Marraffa                                                   | marzo 1978     | Ken Parker 10       | Cepim   | - Serie Oro 10 - KP Collection 5 - KP Mondadori 5 - KP Classic 10 |
| 11 | Il Popolo degli Uomini               | Giancarlo Berardi | Giancarlo Berardi                    | Bruno Marraffa                                                   | aprile 1978    | Ken Parker 11       | Cepim   | - Serie Oro 11 - KP Collection 6 - KP Mondadori 6 - KP Classic 11 |
| 12 | La ballata di Pat O'Shane            | Giancarlo Berardi | Giancarlo Berardi                    | Ivo Milazzo                                                      | maggio 1978    | Ken Parker 12       | Cepim   | - Cartonato Mondadori (1983) - Collana West 8 - Serie Oro 12 - KP Collection 6 - KP Mondadori 6 - KP Classic 12 - KP La Repubblica 4                                                                |
| 13 | La città calda                       | Giancarlo Berardi | Giancarlo Berardi                    | Giorgio Trevisan                                                 | luglio 1978    | Ken Parker 13       | Cepim   | - Collana West 10 - Serie Oro 13 - KP Collection 7 - KP Mondadori 7 - KP Classic 13 - KP La Repubblica 5                                                                                            |
| 14 | Ranchero!                            | Giancarlo Berardi | Giancarlo Berardi                    | Giancarlo Alessandrini                                           | agosto 1978    | Ken Parker 14       | Cepim   | - Serie Oro 14 - KP Collection 7 - KP Mondadori 7 - KP Classic 14 |
| 15 | Uomini, bestie ed eroi               | Giancarlo Berardi | Giancarlo Berardi                    | Ivo Milazzo                                                      | settembre 1978 | Ken Parker 15       | Cepim   | - Collana West 12 - Serie Oro 15 - KP Collection 8 - KP Mondadori 8 - KP Classic 15 - KP La Repubblica 5                                                                                            |
| 16 | Butch l'implacabile                  | Giancarlo Berardi | Giancarlo Berardi                    | Bruno Marraffa                                                   | ottobre 1978   | Ken Parker 16       | Cepim   | - Serie Oro 16 - KP Collection 8 - KP Mondadori 8 - KP Classic 16 |
| 17 | La lunga pista rossa                 | Giancarlo Berardi | Giancarlo Berardi                    | Renzo Calegari / Giorgio Trevisan                                | novembre 1978  | Ken Parker 17       | Cepim   | - Collana West 14 - Serie Oro 17 - KP Collection 9 - KP Mondadori 9 - KP Classic 17 - KP La Repubblica 6                                                                                            |
| 18 | Santa Fe Express                     | Giancarlo Berardi | Giancarlo Berardi                    | Giancarlo Alessandrini                                           | gennaio 1979   | Ken Parker 18       | Cepim   | - Serie Oro 18 - KP Collection 9 - KP Mondadori 9 - KP Classic 18 |
| 19 | Un uomo inutile                      | Giancarlo Berardi | Giancarlo Berardi                    | Ivo Milazzo                                                      | marzo 1979     | Ken Parker 19       | Cepim   | - Collana West 16 - Serie Oro 19 - KP Collection 10 - KP Mondadori 10 - KP Classic 19 - KP La Repubblica 6                                                                                          |
| 20 | Storia d'armi e d'imbrogli           | Giancarlo Berardi | Giancarlo Berardi                    | Giorgio Trevisan                                                 | aprile 1979    | Ken Parker 20       | Cepim   | - Collana West 18 - Serie Oro 20 - KP Collection 10 - KP Mondadori 10 - KP Classic 20 - KP La Repubblica 7                                                                                          |
| 21 | Il giudizio di Dio                   | Giancarlo Berardi | Giancarlo Berardi / Maurizio Mantero | Bruno Marraffa                                                   | giugno 1979    | Ken Parker 21       | Cepim   | - Serie Oro 21 - KP Collection 11 - KP Mondadori 11 - KP Classic 21 |
| 22 | Il giorno in cui bruciò Chattanooga  | Giancarlo Berardi | Maurizio Mantero                     | Giancarlo Alessandrini                                           | agosto 1979    | Ken Parker 22       | Cepim   | - Serie Oro 22 - KP Collection 11 - KP Mondadori 11 - KP Classic 22 |
| 23 | La Regina del Missouri               | Giancarlo Berardi | Giancarlo Berardi                    | Giovanni Cianti                                                  | settembre 1979 | Ken Parker 23       | Cepim   | - Serie Oro 23 - KP Collection 12 - KP Mondadori 12 - KP Classic 23 |
| 24 | Lassù nel Montana                    | Giancarlo Berardi | Maurizio Mantero                     | Bruno Marraffa / Vincenzo Monti                                  | novembre 1979  | Ken Parker 24       | Cepim   | - Serie Oro 24 - KP Collection 12 - KP Mondadori 12 - KP Classic 24 |
| 25 | Lily e il cacciatore                 | Giancarlo Berardi | Giancarlo Berardi                    | Ivo Milazzo                                                      | dicembre 1979  | Ken Parker 25       | Cepim   | - Collana West 20 - Serie Oro 25 - Cartonato Lizard (09/2003) - KP Collection 13 - Cult Comics 49 (2007) - Classici Repubblica Oro 50 - KP Mondadori 13 - KP Classic 25 - KP La Repubblica 7        |
| 26 | Pellerossa                           | Giancarlo Berardi | Maurizio Mantero                     | Carlo Ambrosini / Ivo Milazzo                                    | gennaio 1980   | Ken Parker 26       | Cepim   | - Serie Oro 26 - KP Collection 13 - KP Mondadori 13 - KP Classic 26 |
| 27 | C'era una volta...                   | Giancarlo Berardi | Giancarlo Berardi                    | Giorgio Trevisan                                                 | febbraio 1980  | Ken Parker 27       | Cepim   | - Collana West 21 - Serie Oro 27 - KP Collection 14 - KP Mondadori 14 - KP Classic 27 - KP La Repubblica 8                                                                                          |
| 28 | Il caso di Oliver Price              | Giancarlo Berardi | Alfredo Castelli                     | Giancarlo Alessandrini                                           | marzo 1980     | Ken Parker 28       | Cepim   | - Serie Oro 28 - KP Collection 14 - KP Mondadori 14 - KP Classic 28 |
| 29 | Il magnifico pistolero               | Giancarlo Berardi | Alfredo Castelli                     | Giovanni Cianti                                                  | maggio 1980    | Ken Parker 29       | Cepim   | - Serie Oro 29 - KP Collection 15 - KP Mondadori 15 - KP Classic 29 |
| 30 | Casa dolce casa                      | Berardi           | Berardi                              | Ivo Milazzo                                                      | giugno 1980    | Ken Parker 30       | Cepim   | - Collana West 22 - Serie Oro 30 - Cartonato Lizard (06/2004) - KP Collection 15 - Classici Repubblica Oro 50 - I maestri del fumetto (2009) - KP Mondadori 15 - KP Classic 30 - KP La Repubblica 8 |
| 31 | Le Colline Sacre                     | Giancarlo Berardi | Maurizio Mantero                     | Bruno Marraffa                                                   | luglio 1980    | Ken Parker 31       | Cepim   | - Serie Oro 31 - KP Collection 16 - KP Mondadori 16 - KP Classic 31 |
| 32 | La leggenda del generale             | Giancarlo Berardi | Maurizio Mantero / Giancarlo Berardi | Carlo Ambrosini / Ivo Milazzo                                    | agosto 1980    | Ken Parker 32       | Cepim   | - Serie Oro 32 - KP Collection 16 - KP Mondadori 16 - KP Classic 32 |
| 33 | Milady                               | Giancarlo Berardi | Giancarlo Berardi                    | Giorgio Trevisan                                                 | settembre 1980 | Ken Parker 33       | Cepim   | - Collana West 23 - Serie Oro 33 - KP Collection 17 - KP Mondadori 17 - KP Classic 33 - KP La Repubblica 9                                                                                          |
| 34 | I cavalieri del Nord                 | Giancarlo Berardi | Maurizio Mantero                     | Bruno Marraffa                                                   | ottobre 1980   | Ken Parker 34       | Cepim   | - Serie Oro 34 - KP Collection 17 - KP Mondadori 17 - KP Classic 34 |
| 35 | Il Sentiero dei Giganti              | Giancarlo Berardi | Tiziano Sclavi                       | Giovanni Cianti / Ivo Milazzo                                    | novembre 1980  | Ken Parker 35       | Cepim   | - Serie Oro 35 - KP Collection 18 - KP Mondadori 18 - KP Classic 35 |
| 36 | Diritto e rovescio                   | Giancarlo Berardi | Giancarlo Berardi                    | Ivo Milazzo                                                      | gennaio 1981   | Ken Parker 36       | Cepim   | - Collana West 24 - Serie Oro 36 - KP Collection 18 - Classici Repubblica 11 - KP Mondadori 18 - KP Classic 36 - KP La Repubblica 9                                                                 |
| 37 | Cronaca                              | Giancarlo Berardi | Maurizio Mantero                     | Carlo Ambrosini                                                  | marzo 1981     | Ken Parker 37       | Cepim   | - Serie Oro 37 - KP Collection 19 - KP Mondadori 19 - KP Classic 37 |
| 38 | Il Poeta                             | Giancarlo Berardi | Maurizio Mantero                     | Bruno Marraffa                                                   | aprile 1981    | Ken Parker 38       | Cepim   | - Serie Oro 38 - KP Collection 19 - KP Mondadori 19 - KP Classic 38 |
| 39 | Odio antico                          | Giancarlo Berardi | Giancarlo Berardi                    | Giorgio Trevisan                                                 | maggio 1981    | Ken Parker 39       | Cepim   | - Collana West 25 - Serie Oro 39 - KP Collection 20 - KP Mondadori 20 - KP Classic 39 - KP La Repubblica 10                                                                                         |
| 40 | Apache                               | Giancarlo Berardi | Giancarlo Berardi                    | Ivo Milazzo                                                      | luglio 1981    | Ken Parker 40       | Cepim   | - Collana West 26 - Serie Oro 40 - KP Collection 20 - KP Mondadori 20 - KP Classic 40 - KP La Repubblica 10                                                                                         |
| 41 | Alcune signore di piccola virtù      | Giancarlo Berardi | Tiziano Sclavi                       | Sergio Tarquinio                                                 | agosto 1981    | Ken Parker 41       | Cepim   | - Serie Oro 41 - KP Collection 21 - KP Mondadori 21 - KP Classic 41 |
| 42 | Le sette città d'oro                 | Giancarlo Berardi | Maurizio Mantero                     | Bruno Marraffa                                                   | settembre 1981 | Ken Parker 42       | Cepim   | - Serie Oro 42 - KP Collection 21 - KP Mondadori 21 - KP Classic 42 |
| 43 | A due passi dal paradiso             | Giancarlo Berardi | Giancarlo Berardi                    | Giorgio Trevisan                                                 | novembre 1981  | Ken Parker 43       | Cepim   | - Collana West 27 - Serie Oro 43 - KP Collection 22 - KP Mondadori 22 - KP Classic 43 - KP La Repubblica 11                                                                                         |
| 44 | Sulla strada per Yuma                | Giancarlo Berardi | Maurizio Mantero                     | Sergio Tarquinio                                                 | dicembre 1981  | Ken Parker 44       | Cepim   | - Serie Oro 44 - KP Collection 22 - KP Mondadori 22 - KP Classic 44 |
| 45 | La donna di Cochito                  | Giancarlo Berardi | Maurizio Mantero                     | Carlo Ambrosini                                                  | gennaio 1982   | Ken Parker 45       | Cepim   | - Serie Oro 45 - KP Collection 23 - KP Mondadori 23 - KP Classic 45 |
| 46 | Adah                                 | Giancarlo Berardi | Giancarlo Berardi                    | Ivo Milazzo                                                      | febbraio 1982  | Ken Parker 46       | Cepim   | - Cartonato Ed. Lo Vecchio (12/1987) - Serie Oro 46 - KP Collection 23 - Cult Comics 49 (2007) - KP Mondadori 23 - KP Classic 46 - KP Speciale La Repubblica 2                                      |
| 47 | La verità                            | Giancarlo Berardi | Maurizio Mantero                     | Bruno Marraffa                                                   | aprile 1982    | Ken Parker 47       | Cepim   | - Serie Oro 47 - KP Collection 24 - KP Mondadori 24 - KP Classic 47 |
| 48 | Razza selvaggia                      | Giancarlo Berardi | Giancarlo Berardi                    | Renato Polese                                                    | giugno 1982    | Ken Parker 48       | Cepim   | - Serie Oro 48 - KP Collection 24 - KP Mondadori 24 - KP Classic 48 |
| 49 | Rosso sangue                         | Giancarlo Berardi | Maurizio Mantero                     | Sergio Tarquinio                                                 | luglio 1982    | Ken Parker 49       | Cepim   | - Serie Oro 49 - KP Collection 25 - KP Mondadori 25 - KP Classic 49 |
| 50 | Storie di soldati                    | Giancarlo Berardi | Giancarlo Berardi                    | Ivo Milazzo / Renato Polese / Giorgio Trevisan / Carlo Ambrosini | agosto 1982    | Ken Parker 50       | Cepim   | - Serie Oro 50 - KP Collection 25 - KP Mondadori 25 - KP Classic 50 |
| 51 | Prossima fermata: Stockton           | Giancarlo Berardi | Giancarlo Berardi / Maurizio Mantero | Renato Polese                                                    | settembre 1982 | Ken Parker 51       | Cepim   | - Serie Oro 51 - KP Collection 26 - KP Mondadori 26 - KP Classic 51 |
| 52 | La collera di Naika                  | Giancarlo Berardi | Maurizio Mantero                     | Carlo Ambrosini / Giampiero Casertano                            | novembre 1982  | Ken Parker 52       | Cepim   | - Serie Oro 52 - KP Collection 26 - KP Mondadori 26 - KP Classic 52 |
| 53 | I pionieri                           | Giancarlo Berardi | Giancarlo Berardi                    | Giorgio Trevisan                                                 | dicembre 1982  | Ken Parker 53       | Cepim   | - Collana West 28 - Serie Oro 53 - KP Collection 27 - KP Mondadori 27 - KP Classic 53 - KP La Repubblica 11                                                                                         |
| 54 | Boston                               | Giancarlo Berardi | Giancarlo Berardi                    | Ivo Milazzo                                                      | febbraio 1983  | Ken Parker 54       | Cepim   | - Collana West 29 - Serie Oro 54 - KP Collection 27 - KP Mondadori 27 - KP Classic 54 - KP La Repubblica 12                                                                                         |
| 55 | Rapina a Reginald Street             | Giancarlo Berardi | Maurizio Mantero                     | Sergio Tarquinio                                                 | aprile 1983    | Ken Parker 55       | Cepim   | - Serie Oro 55 - KP Collection 28 - KP Mondadori 28 - KP Classic 55 |
| 56 | A proposito di gioielli e d'imbrogli | Giancarlo Berardi | Giancarlo Berardi / Maurizio Mantero | Carlo Ambrosini                                                  | giugno 1983    | Ken Parker 56       | Cepim   | - Serie Oro 56 - KP Collection 28 - KP Mondadori 28 - KP Classic 56 |
| 57 | Il sicario                           | Giancarlo Berardi | Maurizio Mantero                     | Sergio Tarquinio                                                 | agosto 1983    | Ken Parker 57       | Cepim   | - Serie Oro 57 - KP Collection 29 - KP Mondadori 29 - KP Classic 57 |
| 58 | Sciopero                             | Giancarlo Berardi | Giancarlo Berardi                    | Ivo Milazzo                                                      | aprile 1984    | Ken Parker 58       | Cepim   | - Collana West 30 - Serie Oro 58 - Classici Repubblica 11 - KP Collection 29 - KP Mondadori 29 - KP Classic 58 - KP La Repubblica 12                                                                |
| 59 | I ragazzi di Donovan                 | Giancarlo Berardi | Maurizio Mantero                     | Carlo Ambrosini                                                  | maggio 1984    | Ken Parker 59       | Cepim   | - Serie Oro 59 - KP Collection 30 - KP Mondadori 30 - KP Classic 59 |

## Storie su rivista (1984-1988)
|                     | Titolo                           | Titoli                                                                 | Soggetto          | Sceneggiatura     | Disegni                        | Data                                                     | Prima pubblicazione                                              | Casa editrice                                         | Ristampe |
| ------------------- | -------------------------------- | ---------------------------------------------------------------------- | ----------------- | ----------------- | ------------------------------ | -------------------------------------------------------- | ---------------------------------------------------------------- | ----------------------------------------------------- | --- |
| 60                  | Un principe per Norma            |                                                                        | Giancarlo Berardi | Giancarlo Berardi | Ivo Milazzo / Giorgio Trevisan | luglio 1984 - febbraio 1985                              | Orient Express 23-29                                             | L'Isola Trovata                                       | - Speciale KP L'Isola Trovata 1 - KP speciale (1992) - Serie Oro 60 - KP Collection 30 - KP Mondadori 30 - KP Speciale La Repubblica 1 |
| 61                  | Dove muoiono i Titani            |                                                                        | Giancarlo Berardi | Giancarlo Berardi | Ivo Milazzo                    | novembre 1985 - marzo 1986                               | Comic Art 16-20                                                  | Comic Art                                             | - Speciale KP L'Isola Trovata 2 - Serie Oro 61 - KP Collection 31 - KP Mondadori 31 - KP Speciale La Repubblica 3 |
| 62 - 63 - 64 - 65 - | Il respiro e il sogno (4 storie) | - Cuccioli - Soleado - La luna delle magnolie in fiore - Pallide ombre | Giancarlo Berardi | Giancarlo Berardi | Ivo Milazzo                    | - aprile 1984 - aprile 1985 - ottobre 1985 - aprile 1987 | - Orient Express 20 - Comic Art 10 - Comic Art 15 - Comic Art 32 | - L'Isola Trovata - Comic Art - Comic Art - Comic Art | - Speciale KP L'Isola Trovata 3 - La nuova mongolfiera 25 - Speciale Il respiro e il sogno (1993) - Serie Oro 62 - Classici Repubblica 11 - KP Collection 31 - I maestri del fumetto 3 (2009) - KP Mondadori 31 - KP Speciale La Repubblica 3 |
| 66                  | Un alito di ghiaccio             |                                                                        | Giancarlo Berardi | Giancarlo Berardi | Ivo Milazzo                    | ottobre 1987 - gennaio 1988                              | Comic Art 37-40                                                  | Comic Art                                             | - Collana West 31 - Serie Oro 61 - KP Collection 31 - KP Mondadori 31 - KP La Repubblica 13 |

## Ken Parker Magazine (1992-1996)
|    | Titolo                   | Titoli                                                                                          | Soggetto          | Sceneggiatura                        | Disegni                                                                                  | Data                         | Prima pubblicazione             | Casa editrice                             | Ristampe                                                      |
| -- | ------------------------ | ----------------------------------------------------------------------------------------------- | ----------------- | ------------------------------------ | ---------------------------------------------------------------------------------------- | ---------------------------- | ------------------------------- | ----------------------------------------- | ------------------------------------------------------------- |
| 67 | Silenzio Bianco          |                                                                                                 | Giancarlo Berardi | Giancarlo Berardi                    | Ivo Milazzo                                                                              | giugno 1992                  | Ken Parker Magazine 1           | Parker Editore                            | - KP Collezione 1 - KP Collection 32 - KP Mondadori 32        |
| 68 | I selvaggi               |                                                                                                 | Giancarlo Berardi | Giancarlo Berardi                    | Giuseppe Barbati / Pasquale Frisenda / Ivo Milazzo                                       | luglio 1992                  | Ken Parker Magazine 2           | Parker Editore                            | - KP Collezione 2 - KP Collection 32 - KP Mondadori 32        |
| 69 | Ore d'angoscia           |                                                                                                 | Giancarlo Berardi | Giancarlo Berardi                    | Ivo Milazzo / Giuseppe Barbati / Massimo Bertolotti / Pasquale Frisenda / Goran Parlov   | settembre - dicembre 1992    | Ken Parker Magazine 3-4-5       | Parker Editore                            | - KP Collezione 2 - KP Collection 32 - KP Mondadori 32-33     |
| 70 | L'Eterno Vagabondo       |                                                                                                 | Giancarlo Berardi | Giancarlo Berardi                    | Ivo Milazzo / Pasquale Frisenda                                                          | gennaio 1993                 | Ken Parker Magazine 6           | Parker Editore                            | - KP Collezione 3 - KP Collection 33 - KP Mondadori 33        |
| 71 | Il grande spettacolo     |                                                                                                 | Giancarlo Berardi | Giancarlo Berardi                    | Ivo Milazzo / Giorgio Trevisan / Studio Iemme                                            | marzo - aprile 1993          | Ken Parker Magazine 7-8         | Parker Editore                            | - KP Collezione 3 - KP Collection 33 - KP Mondadori 33-34     |
| 72 | Lampi di paura           |                                                                                                 | Giancarlo Berardi | Giancarlo Berardi / Valerio Rontini  | Ivo Milazzo / Giuseppe Barbati / Pasquale Frisenda / Massimo Bertolotti / Laura Zuccheri | maggio 1993                  | Ken Parker Magazine 9           | Parker Editore                            | - KP Collezione 4 - KP Collection 33 - KP Mondadori 34        |
| 73 | Métis                    |                                                                                                 | Giancarlo Berardi | Giancarlo Berardi / Maurizio Mantero | Ivo Milazzo / Giuseppe Barbati / Pasquale Frisenda / Massimo Bertolotti / Laura Zuccheri | giugno - luglio 1993         | Ken Parker Magazine 10-11       | Parker Editore                            | - KP Collezione 4 - KP Collection 33 - KP Mondadori 34-35     |
| 74 | Caccia di sangue         |                                                                                                 | Giancarlo Berardi | Giancarlo Berardi / Maurizio Mantero | Ivo Milazzo / Giuseppe Barbati / Pasquale Frisenda / Massimo Bertolotti / Laura Zuccheri | settembre - ottobre 1993     | Ken Parker Magazine 12-13       | Parker Editore                            | - KP Collezione 5 - KP Collection 34 - KP Mondadori 35        |
| 75 | Umana avventura          |                                                                                                 | Giancarlo Berardi | Giancarlo Berardi                    | Ivo Milazzo / Giuseppe Barbati / Pasquale Frisenda / Massimo Bertolotti / Laura Zuccheri | novembre 1993 - gennaio 1994 | Ken Parker Magazine 14-15       | Parker Editore                            | - KP Collezione 6 - KP Collection 34 - KP Mondadori 36        |
| 76 | L'arresto                |                                                                                                 | Giancarlo Berardi | Giancarlo Berardi / Valerio Rontini  | Ivo Milazzo / Pasquale Frisenda / Massimo Bertolotti / Laura Zuccheri                    | febbraio 1994                | Ken Parker Magazine 16          | Parker Editore                            | - KP Collezione 6 - KP Collection 34 - KP Mondadori 36        |
| 77 | L'epilogo di Orso Nero   |                                                                                                 | Giancarlo Berardi | Giancarlo Berardi / Maurizio Mantero | Ivo Milazzo / Pasquale Frisenda / Massimo Bertolotti / Laura Zuccheri                    | marzo - settembre 1994       | Ken Parker Magazine 17-18-19/20 | - Parker Editore - Sergio Bonelli Editore | - KP Collezione 7 - KP Collection 35 - KP Mondadori 37        |
| 78 | L'Inaffidabile           | - L'Inaffidabile - A casa di Madame - Il gioco delle bugie                                      | Giancarlo Berardi | Giancarlo Berardi / Maurizio Mantero | Ivo Milazzo / Renato Polese                                                              | ottobre - dicembre 1994      | Ken Parker Magazine 21-23       | Sergio Bonelli Editore                    | - KP Collezione 8 - KP Collection 35-36 - KP Mondadori 38     |
| 79 | La terra degli eroi      | - La terra degli eroi - Tra le braccia della notte                                              | Giancarlo Berardi | Giancarlo Berardi                    | Ivo Milazzo                                                                              | gennaio - febbraio 1995      | Ken Parker Magazine 24-25       | Sergio Bonelli Editore                    | - KP Collezione 9 - KP Collection 36 - KP Mondadori 39        |
| 80 | Il marchio dei McCormack | - Il marchio dei McCormack - Sul filo del passato                                               | Giancarlo Berardi | Giancarlo Berardi / Maurizio Mantero | Giovanni Freghieri                                                                       | marzo - aprile 1995          | Ken Parker Magazine 26-27       | Sergio Bonelli Editore                    | - KP Collezione 10 - KP Collection 37 - KP Mondadori 39       |
| 81 | Fuori tempo              | - Fuori tempo - I sentieri del cielo                                                            | Giancarlo Berardi | Giancarlo Berardi                    | Giorgio Trevisan / Pasquale Frisenda                                                     | maggio - giugno 1995         | Ken Parker Magazine 28-29       | Sergio Bonelli Editore                    | - KP Collezione 11 - KP Collection 37 - KP Mondadori 40       |
| 82 | Un soffio di libertà     | - Un soffio di libertà - La rivolta - Il sapore della vendetta                                  | Giancarlo Berardi | Giancarlo Berardi                    | Ivo Milazzo                                                                              | luglio - settembre 1995      | Ken Parker Magazine 30-31-32    | Sergio Bonelli Editore                    | - KP Collezione 12 - KP Collection 38 - KP Mondadori 41       |
| 83 | La carovana Donaver      | - La carovana Donaver - Verso l'ignoto - L'ira delle "Nuvole azzurre" - Le montagne dell'orrore | Giancarlo Berardi | Giancarlo Berardi / Maurizio Mantero | José Ortiz                                                                               | Ottobre 1995 - gennaio 1996  | Ken Parker Magazine 33-34-35-36 | Sergio Bonelli Editore                    | - KP Collezione 13 - KP Collection 38-39 - KP Mondadori 42-43 |

## Ken Parker Speciale - Sergio Bonelli Editore (1996-1998)
|    | Titolo                       | Soggetto          | Sceneggiatura     | Disegni                                        | Data         | Prima pubblicazione   | Casa editrice          | Ristampe                                |
| -- | ---------------------------- | ----------------- | ----------------- | ---------------------------------------------- | ------------ | --------------------- | ---------------------- | --------------------------------------- |
| 84 | I condannati                 | Giancarlo Berardi | Berardi/Mantero   | Pasquale Frisenda / Laura Zuccheri             | luglio 1996  | Ken Parker Speciale 1 | Sergio Bonelli Editore | - KP Collection 39-40 - KP Mondadori 44 |
| 85 | Ai tempi del Pony Express    | Giancarlo Berardi | Giancarlo Berardi | Ivo Milazzo                                    | gennaio 1997 | Ken Parker Speciale 2 | Sergio Bonelli Editore | - KP Collection 40-41 - KP Mondadori 45 |
| 86 | Le avventure di Teddy Parker | Giancarlo Berardi | Giancarlo Berardi | Giorgio Trevisan                               | luglio 1997  | Ken Parker Speciale 3 | Sergio Bonelli Editore | - KP Collection 41 - KP Mondadori 46    |
| 87 | Faccia di Rame               | Giancarlo Berardi | Giancarlo Berardi | Luca Vannini / Ivo Milazzo / Pasquale Frisenda | gennaio 1998 | Ken Parker Speciale 4 | Sergio Bonelli Editore | - KP Collection 42 - KP Mondadori 47    |

## Altre Storie
|    | Titolo                     | Soggetto          | Sceneggiatura     | Disegni         | Data          | Prima pubblicazione           | Casa editrice          | Ristampe |
| -- | -------------------------- | ----------------- | ----------------- | --------------- | ------------- | ----------------------------- | ---------------------- | --- |
| 88 | Quack                      | Giancarlo Berardi | Giancarlo Berardi | Ivo Milazzo     | 1984          | I love Paperino               | Del Grifo              | reintitolata "La comica finale" - Comic Art 11 - Serie Oro 62 - Speciale Il respiro e il sogno (1993) - KP Collection 31 - KP Mondadori 31 - KP Speciale La Repubblica 3 |
| 89 | Immagini                   | Giancarlo Berardi | Giancarlo Berardi | Carlo Ambrosini | 1994          | Ken Parker Magazine 23        | Sergio Bonelli Editore | KP Collection 35 |
| 90 | La leggenda di Kenissuaq   | Giancarlo Berardi | Giancarlo Berardi | Ivo Milazzo     | dicembre 1996 | Ken Parker Collezione 5       | Sergio Bonelli Editore | - Classici Repubblica 11 - KP Collection 34 - KP Mondadori 36 |
| 91 | Canto di Natale            | Giancarlo Berardi | Giancarlo Berardi | Ivo Milazzo     | ottobre 2013  | portfolio a tiratura limitata | Spazio Corto Maltese   | Ken Parker Mondadori 49 |
| 92 | Fin dove arriva il mattino | Giancarlo Berardi | Giancarlo Berardi | Ivo Milazzo     | aprile 2015   | Ken Parker Mondadori 50       | Mondadori Comics       | |